# Az Amerikai Virgin-szigetek a 2011-es úszó-világbajnokságon
Az Amerikai Virgin-szigetek a 2011-es úszó-világbajnokságon egy úszóval vett részt.
Férfi
| Versenyző          | Esemény                       | Selejtező | Selejtező | Elődöntő          | Elődöntő          | Döntő             | Döntő             |
| Versenyző          | Esemény                       | Idő       | Helyezés  | Idő               | Helyezés          | Idő               | Helyezés          |
| ------------------ | ----------------------------- | --------- | --------- | ----------------- | ----------------- | ----------------- | ----------------- |
| Branden Whitehurst | Férfi 100 méteres gyorsúszás  | 50.95     | 46        | Nem jutott tovább | Nem jutott tovább | Nem jutott tovább | Nem jutott tovább |
| Branden Whitehurst | Férfi 200 méteres vegyesúszás | 2:09.58   | 40        | Nem jutott tovább | Nem jutott tovább | Nem jutott tovább | Nem jutott tovább |